# GNU Debugger

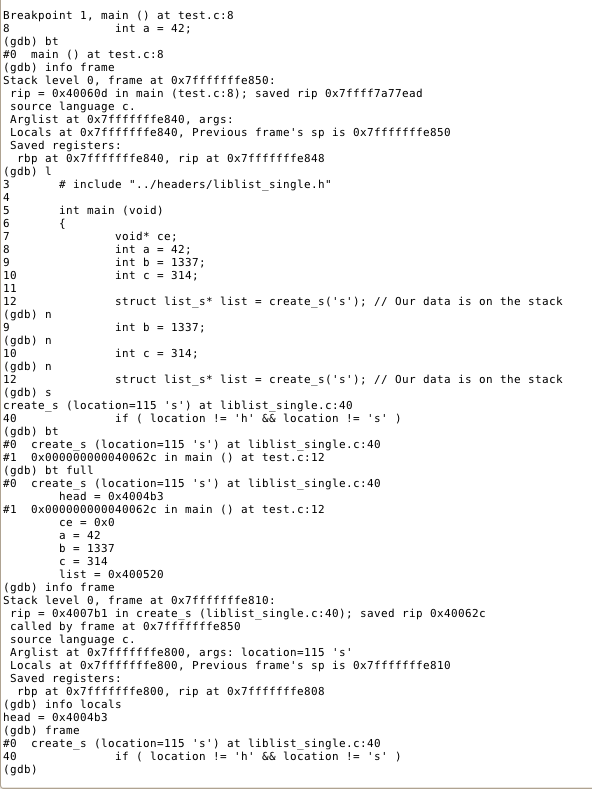
Gdb-7.3-debugging-session

GNU Debugger, GDB, är en avlusare som används flitigt. Den stöder de flesta plattformar som GNU Compiler Collection stöder och anses nästan vara standard i Unix-världen. Programmet är enkelt för programmerare att använda men ändå kraftfullt.

## Historia
GDB skrevs först av Richard Stallman år 1986 som en del av GNU, efter att GNU Emacs som han skapat ansågs som "tillräckligt stabilt".
GDB är en fri programvara som släpptes under licensen GNU General Public License (GPL).

## Teknisk data

### Finesser
GDB erbjuder en omfattande miljö för att kontrollera utförandet av datorprogram. Användaren kan övervaka och modifiera värdena för programmets interna variabler, och till och med kalla på funktioner oberoende av programmets normala beteende.
GDB har stöd för följande processortyper (år 2003):
Alpha, ARM, AVR, H8/300, System/370, System 390, X86 och X86-64, IA-64 "Itanium", Motorola 68000, MIPS, PA-RISC, PowerPC, SuperH, SPARC, och VAX.